# 瓦尼娜·奥内托
瓦尼娜·奥内托（義大利語：Vanina Oneto，1973年6月15日—），阿根廷女子曲棍球运动员。她曾代表阿根廷国家队参加1996年、2000年和2004年夏季奥林匹克运动会曲棍球比赛，获得一枚银牌和一枚铜牌。